# Xã Des Moines, Quận Jefferson, Iowa
Xã Des Moines (tiếng Anh: Des Moines Township) là một xã thuộc quận Jefferson, tiểu bang Iowa, Hoa Kỳ. Năm 2010, dân số của xã này là 333 người.